# Bjørnholm
Bjørnholm er en lille hovedgård som er udskilt i 1805 fra den gamle hovedgård Bjørnholm, det nuværende Høegholm, hvis navn den antog. Gården ligger i Tirstrup Sogn, i det tidligere Djurs Sønder Herred, Randers Amt, nu Syddjurs Kommune, Region Midtjylland. Hovedbygningen er opført i 1808 og ombygget i 1874-1875.
Bjørnholm Gods er på 500 hektar

## Ejere af Bjørnholm
- (1805-1808) Poul Marcussen
- (1808-1819) Carl Christian Hanson
- (1819-1822) Johanne Marie Wilhelmine Widberg gift Hanson
- (1822-1842) Jørgen Mørch Secher
- (1842-1872) Peter Nikolai Jørgensen Secher
- (1872-1893) Hans Petersen Secher
- (1893-1898) Johan Andreas Neergaard Hansen Secher
- (1898) Eliza Erikka Carlsdatter Kirketerp gift Secher
- (1898-1912) Peter Nikolai Hansen Secher
- (1912-1922) Axel M. B. Ingwersen
- (1922-1926) A. Krause
- (1926-1929) Frederik Legarth
- (1929-1973) Arne Uldall Juhl
- (1973-1982) Jørgen Andersen
- (1982-1999) Peder Mahler / Jørgen Mahler / Hans Mahler
- (1999-2011) Jørgen Mahler / Hans Mahler
- (2011-) Hans Mahler

56°20′3″N 10°43′26″Ø / 56.33417°N 10.72389°Ø
|  | Denne artikel om en bygning eller et bygningsværk kan blive bedre, hvis der indsættes et (bedre) billede. Du kan hjælpe ved at afsøge Wikimedia Commons for et passende billede eller lægge et op på Wikimedia Commons med en af de tilladte licenser og indsætte det i artiklen. |